# Estação Central de Ancara
A Estação Central de Ancara (em turco Ankara Garı) é a estação ferroviária central da cidade de Ancara, na Turquia. Foi inaugurada em 1937 e é a estação mais movimentada do país, servido 181 trens diariamente. A estação marca o final leste da linha Istambul-Ancara. A arquitetura é no estilo art déco.

## História
A estação original foi construída em 1892 pela Chemins de Fer Ottomans d'Anatolie (CFOA), continha apenas uma plataforma, ficou fora de serviço durante a Primeira Guerra Mundial entre 1914 e 1918 e durante a Guerra de independência turca, servindo apenas para transporte de materiais militares. A partir de 1927 passou a ser controlada pela TCDD, foi reconstruída e reinaugurada em 1937.
Em 10 de outubro de 2015, houve um atentado à estação, duas bombas foram detonadas na parte de fora da entrada da estação, matando 105 pessoas e ferindo 400, sendo o maior ataque deste tipo da história da Turquia.